# Пацовска, Квета
Квета Пацовска (чеш. Květa Pacovská; 28 июля 1928[…], Прага[…] — 6 февраля 2023, Прага) — чешская художница и скульптор, иллюстратор книг детской прозы. Лауреат премии имени Ханса Кристиана Андерсена в 1992 году.

## Биография
Родилась в Праге. В 1947 году окончила Государственную школу графического искусства в родном городе. Продолжила образование в Академии искусств, архитектуры и дизайна в Праге. Под руководством профессора Эмиля Филлы изучала монументальную живопись. В 1952 году завершила образование и стала работать в качестве иллюстратора детских книг и журналов.
Вышла замуж за известного графика Милана Григара. Их дети также избрали профессии, связанные с искусством: Степан стал фотографом, Андрей — графиком.
Книжные иллюстрации вскоре сделали её имя всемирно известным. Работы художницы являются экспонатами многочисленных коллективных и персональных выставок в Чехии и за рубежом.
Лауреат ряда важных международных наград, в частности, премии Ганса Христиана Андерсена в 1992 году, которую она получила от Международного совета по детской и юношеской литературе. В 1993 году художница также удостоилась приза «Золотая буква» в номинации «Самая красивая в мире книга» за свою книгу «Бумажный рай», созданную как дань личности Курта Швиттерса.
В 1992—1994 годах она работала в качестве приглашённого профессора в Университете искусств в Берлине, а в 1998 году — в Британском университете Кингстон.
Умерла 6 февраля 2023 года.

## Награды
- Медаль «За заслуги» I степени (2023, посмертно)[7].
- премия имени Ханса Кристиана Андерсена (1992).